# Dariusz Banasik
Dariusz Banasik (ur. 16 lipca 1973 w Łęczycy) – polski piłkarz i trener.

## Kariera zawodnicza
Występował w Górniku Łęczyca, a w latach 1992–1993 w drugoligowym GKS Bełchatów, dla którego rozegrał cztery mecze i zdobył jedną bramkę.

## Kariera trenerska
Szkołę średnią ukończył w Zgierzu. Jest absolwentem Akademii Wychowania Fizycznego w Warszawie. Był założycielem i organizatorem szkółki piłkarskiej „Młode Wilki“ w Warszawie. Pracę jako trener piłkarski zaczynał w drużynach młodzieżowych Legii Warszawa. Od 2001 przez pięć lat był trenerem drużyny młodzieżowej. Następnie został asystentem Jacka Mazurka w zespole rezerw, a potem drużynie Młodej Ekstraklasy. Po krótkim czasie objął tę drużynę, początkowo prowadząc ją wspólnie z Piotrem Strejlauem. Od 2010 jako samodzielny trener tego zespołu dwukrotnie zdobył mistrzostwo i dwukrotnie wicemistrzostwo Polski. Jego wychowankami są m.in. Maciej Rybus, Rafał Wolski, Daniel Łukasik, Adam Frączczak i Ariel Borysiuk. Po rozwiązaniu Młodej Ekstraklasy w grudniu 2013 został trenerem przywróconej drużyny Legii II, a następnie opiekował się zespołem rywalizującym w Centralnej Lidze Juniorów. W 2014 otrzymał licencję trenerską UEFA-Pro w szkole trenerów PZPN.
W czerwcu 2014 został trenerem pierwszej drużyny Znicza Pruszków. Zajął z nim dziewiąte miejsce w II lidze. W czerwcu kolejnego roku przez kilka dni prowadził treningi Legionovii Legionowo. Ostatecznie podpisał jednak nowy kontrakt ze Zniczem. W sezonie 2014/2015 poprowadził pruszkowski zespół do 1/4 finału Pucharu Polski, a w 2016 jego drużyna awansowała do I ligi. Po wywalczonym awansie zrezygnował z pełnienia funkcji trenera Znicza.
W 2017 prowadził Zagłębie Sosnowiec.

### Radomiak Radom
25 czerwca 2018 podpisał kontrakt z drugoligowym Radomiakiem. W sezonie 2018/2019 drużyna pod jego wodzą wywalczyła awans do Fortuna I ligi. Rok później jego piłkarze byli o krok od PKO Ekstraklasy. W finale turnieju barażowego przegrali 0:2 z Wartą Poznań. 13 czerwca 2021 zespół prowadzony przez Dariusza Banasika wywalczył awans do najwyższej klasy rozgrywkowej jako mistrz Fortuna 1 Ligi.
Debiut w Ekstraklasie drużyna pod jego okiem zakończyła bezbramkowo, podejmując na wyjeździe Lecha Poznań, a w następnej kolejce pokonała w Radomiu obrońcę tytułu mistrza Polski, Legię Warszawa, 3:1. Po rundzie jesiennej prowadzony przez niego klub był na czwartym miejscu w tabeli. 25 kwietnia 2022 Radomiak ogłosił, że Banasik przestał pełnić funkcję trenera. W momencie jego odejścia klub był na szóstym miejscu w ligowej tabeli.

### GKS Tychy
27 marca 2023 objął GKS Tychy, zastępując Dominika Nowaka.

## Sukcesy trenerskie

### Radomiak Radom
- Mistrzostwo I ligi: 2020/2021
- Mistrzostwo II ligi: 2018/2019

### Indywidualne
- Trener Miesiąca w Ekstraklasie 2021/2022: listopad 2021[19]

## Kariera medialna
Komentator wybranych spotkań europejskich pucharów w piłce nożnej dla Viaplay Polska. Zadebiutował w tej roli 14 lipca 2022, komentując wraz z Przemysławem Pełką mecz rewanżowy pierwszej rundy eliminacji Ligi Konferencji Europy UEFA sezonu 2022/2023 pomiędzy drużyną Knattspyrnufélag Reykjavíkur a Pogonią Szczecin.